# Post-verità
Il termine post-verità, traduzione dell'inglese post-truth, indica quella condizione secondo cui, in una discussione relativa a un fatto o una notizia, la verità viene considerata una questione di secondaria importanza.
Nella post-verità la notizia viene percepita e accettata come vera dal pubblico sulla base di emozioni e sensazioni, senza alcuna analisi concreta della effettiva veridicità dei fatti raccontati: in una discussione caratterizzata da "post-verità", i fatti oggettivi - chiaramente accertati - sono meno influenti nel formare l'opinione pubblica rispetto ad appelli ad emozioni e convinzioni personali.
Il termine, già comparso in precedenza, ha conosciuto un forte incremento del suo utilizzo nelle discussioni relative alla politologia e alla comunicazione politica a seguito di alcuni importanti eventi avvenuti nel 2016 (tra cui il referendum sulla permanenza del Regno Unito nell'Unione europea e le elezioni presidenziali negli Stati Uniti d'America del 2016, al punto che l'Oxford English Dictionary ha deciso di eleggere post-truth come "parola dell'anno del 2016").

## Definizione

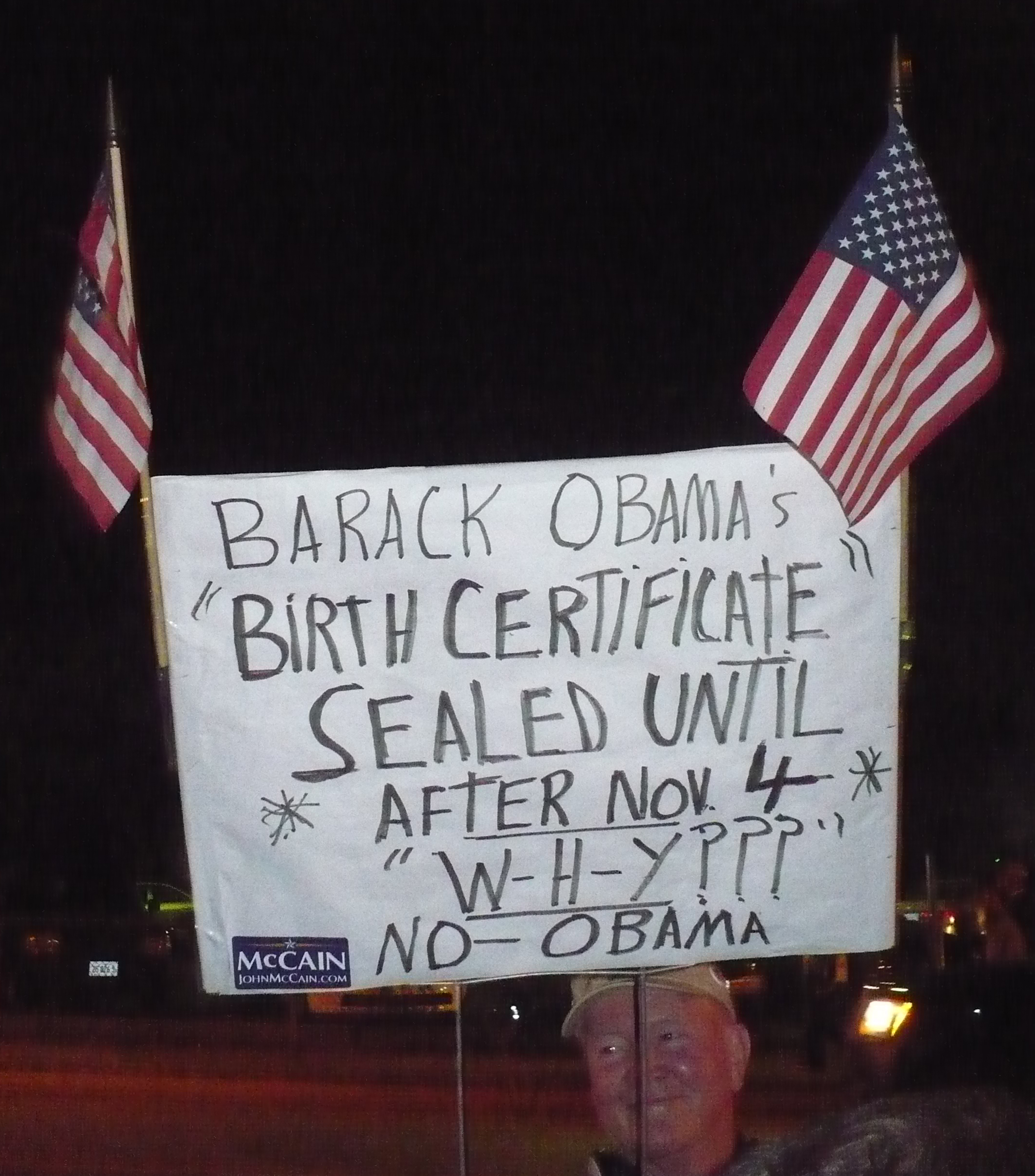
Un cartello di protesta contro il presidente statunitense Barack Obama che fa riferimento alla leggenda metropolitana secondo la quale mancherebbe un certificato che accerti la nascita dello stesso negli Stati Uniti.

Oggi si parla di post-verità in riferimento a una notizia completamente falsa che, spacciata per autentica, sarebbe in grado di influenzare una parte dell'opinione pubblica, divenendo di fatto un argomento reale, dotato di un apparente senso logico. Chi dà vita e/o crede alla ''post-verità'', lo fa basandosi su notizie (non necessariamente veritiere), che toccano le sue emozioni o sollevano i suoi pregiudizi (fenomeno noto con il nome di bias di conferma). Rispetto a fatti comprovati, queste persone tendono ad estrapolare solo gli elementi che confermano le proprie convinzioni (fallacia del cherry picking), sviluppando così interpretazioni alterate della scienza, della storia e della realtà.
Si potrebbe affermare che il termine post-verità descriva una leggenda metropolitana, costituita da fatti o dati totalmente inventati, che origina da una posizione scettica e diffidente verso dati reali o scientifici. Quando l'intento della post-verità è delegittimare il comune sentire dell'opinione pubblica mainstream, può degradare in una teoria del complotto; se organizzata a tavolino da chi gestisce i mass media in modo professionale, può dar luogo a una manipolazione dell'informazione.
Sebbene questo fenomeno abbia origini antiche, attraverso i social media la possibilità di diffusione di questo tipo di bufala è aumentata in modo esponenziale.

## Uso del termine

### Origine e uso del neologismo
Secondo l'Oxford Dictionary, il termine post-truth fu usato per la prima volta nel 1992 sulla rivista statunitense The Nation, in un articolo scritto dal drammaturgo serbo-americano Steve Tesich: egli affermava che la copertura mediatica dello scandalo Iran-Contra e quella della prima guerra del Golfo ebbero minore impatto rispetto a quella dello scandalo Watergate. Ciò - a detta di Tesich - dimostrerebbe che «noi, come popolo libero, abbiamo liberamente scelto di voler vivere in una specie di mondo post-verità».
Nel 2004 il docente americano Ralph Keyes usò il termine "post-truth era" come titolo di un suo libro. Nello stesso anno il giornalista americano Eric Alterman parlò di «politiche ambientali post-verità» e coniò l'espressione «presidenza post-verità» dopo aver analizzato le dichiarazioni fuorvianti fatte dall'amministrazione Bush, a seguito degli attacchi terroristici dell'11 settembre.
Il saggista britannico Colin Crouch usò tale termine nel proprio libro, intitolato Post-democrazia, per delineare un modello di politica in cui «le elezioni di fatto esistono e possono cambiare i governi», ma dove «il dibattito elettorale pubblico è uno spettacolo strettamente controllato, gestito da squadre rivali di spin doctor, professionisti esperti nelle tecniche di persuasione, che scelgono solo una piccola gamma di temi da affrontare durante i dibattiti». Crouch attribuiva al «modello di industria pubblicitaria» applicato alle comunicazioni politiche la causa della crisi di fiducia e le accuse di disonestà che pochi anni dopo altre persone associarono con le politiche post-verità.
Successivamente, il termine post-verità ha iniziato ad assumere connotati differenti, inserendosi all'interno di nuove teorie che abbracciano principalmente due materie: la politologia e la comunicazione politica.
Secondo la moderna accezione della post-verità, con politica della post-verità o politica post-fattuale (derivante dall'inglese post-truth politics), s'intende una cultura politica caratterizzata da dibattiti in gran parte contraddistinti da feedback emotivi, scollegati dai tratti principali della politica in discussione: si ricorre anzi alla reiterata affermazione degli stessi argomenti di discussione che ignorano le obiezioni.
Nel 2009 il politologo francese Dominique Moïsi ha intitolato un suo libro Geopolitica delle emozioni, testo nel quale si afferma che la post-verità si propaga nella rete e nei social network: il flusso incontrollato di notizie ci predispone alle bolle mediatiche. Il meccanismo dei followers e dei like non smonta le falsità, al contrario le rinforza. Infine, sempre secondo il politologo, la post-verità, intesa come bufala politica, diventa un monologo ripetuto all'infinito e che si sostituisce al dialogo tra parti avversarie.
L'uso contemporaneo del termine è invece da attribuire al blogger David Roberts, che lo usò nel 2010, per una rubrica presente nel sito di informazione online Grist. I politologi hanno riscontrato un'ascesa dell'uso delle politiche post-fattuali, in particolare nei contesti politici americano, inglese, indiano e turco, ma anche in altre aree di discussione. Ciò è stato reso possibile a causa della crescente velocità di diffusione delle notizie, all'uso di fallaci logiche sempre più in auge nei giornali, e alla continua crescita della presenza dei social media nella nostra quotidianità.
Anche l'Accademia della Crusca ha studiato il neologismo post-verità: il 25 novembre 2016, in un intervento dal titolo Viviamo nell'epoca della post-verità?, Marco Biffi ha scritto: «La rete ha senza dubbio delineato i connotati fondamentali di questa dimensione oltre la verità. 'Oltre' è il significato che qui sembra assumere il prefisso 'post' (invece del consueto 'dopo'): si tratta cioè di un 'dopo la verità' che non ha niente a che fare con la cronologia, ma che sottolinea il superamento della verità fino al punto di determinarne la perdita di importanza. E, analizzando le modalità in cui il superamento si concretizza di volta in volta, colpisce la vocazione profetica che la parola nasconde tra le sue lettere: la post-verità, infatti, spesso finisce per scivolare nella verità dei post (come è successo spesso sulla rete proprio in relazione alle campagne politiche legate alla Brexit o alle elezioni americane).»
Per Marco Biffi prevale l'uso del sostantivo al femminile, sebbene vi siano anche casi di post-verità al maschile.

## Misinformazione e disinformazione
Nel febbraio 2017, Claire Wardle scrive un articolo su First Draft News, nel quale la studiosa propone di andare oltre il classico significato di notizia falsa o fake news distinguendo "l'ecosistema della disinformazione", la misinformazione e la disinformazione.
La misinformazione è l'attività di diffusione involontaria di informazioni false; la disinformazione, al contrario della prima, è la voluta creazione e diffusione di informazioni false per fini commerciali o politici.
Per poter comprendere il complesso funzionamento di questo ecosistema, la Wardle sottolinea tre punti fondamentali:
- Conoscere i diversi contenuti creati e condivisi
- Conoscere le motivazioni per le quali una fake news viene creata
- Comprendere il modo in cui il contenuto viene diffuso.

Vengono inoltre definiti sette modi in cui un contenuto falso può essere condiviso nell'ecosistema informativo, in altre parole, sette tipi di disinformazione:
1. Collegamento ingannevole: quando il contenuto si discosta dal titolo, immagine e/o didascalia.
2. Contesto ingannevole: quando è presente parte di un contenuto reale ma accompagnato da informazioni contestuali false.
3. Contenuto manipolato: quando l'immagine, o l'informazione reale stessa, viene manipolata per trarre in inganno il lettore.
4. Contenuto fuorviante: quando l'informazione è veicolata verso un problema o una persona.
5. Contenuto ingannatore: quando l'informazione viene spacciata come proveniente da fonte realmente esistita.
6. Contenuto falso al 100%: quando l'intero contenuto è del tutto falso e vuole trarre in inganno.
7. Manipolazione della satira: quando l'intento non è di procurare danni, ma il contenuto è comunque satirico ed ingannevole.

Tuttavia, non è sufficiente conoscere solamente le diverse tipologie di contenuti per scomporre il meccanismo di disinformazione. Per questo la studiosa coniuga otto possibili motivazioni che spiegherebbero la creazione dei suddetti fake content, insieme alle precedenti sette voci: profitto, influenza politica, propaganda, faziosità, provocazione, parodia, cattivo giornalismo, interesse particolare.

## Esempi

### Nel mondo dell'arte
Il mondo dell’arte ha spesso giocato sul concetto di verità, sulla contrapposizione tra il vero e il falso e su come quest’ultimo possa essere spacciato per verità. Un esempio calzante è fornito da un film del 1997, Sesso & potere, che vede Robert De Niro e Dustin Hoffman - rispettivamente nei panni di Conrad Brean, uno spin doctor, e di Stanley Motss, un produttore cinematografico - giocare con la verità: essi architettano un conflitto immaginario contro l’Albania per distrarre l’opinione pubblica da uno scandalo sessuale che vedeva coinvolto il presidente americano. Grazie alle abilità cinematografiche di Motss, la guerra prende forma, attraverso immagini fittizie veicolate dai media rappresentanti bombardamenti, villaggi in fiamme, profughi in fuga. In questo modo la finzione (la guerra) diventa realtà, solo perché si ha la possibilità di presumere che sia vera.
Una situazione analoga si presenta nel primo episodio della serie televisiva britannica The Thick of It, in cui lo spin doctor Malcolm Tucker cerca di convincere il neoeletto ministro Hugh Abbot del fatto che un annuncio mai pronunciato avrebbe potuto improvvisamente diventare reale. È lo stesso principio che viene applicato dal cosiddetto Ministero della verità (in neolingua Miniver) nel celebre romanzo distopico di George Orwell, 1984. Il romanzo può essere considerato uno degli esempi più validi di post-verità: al suo interno, la realtà non è mai definita, ma viene continuamente distorta per soddisfare le esigenze del Socing. In questo modo, attraverso gli strumenti nelle mani del partito - Ministero della Verità, psicopolizia, neolingua - una guerra dichiarata all’Eurasia può essere improvvisamente sostituita da una guerra contro l’Estasia, senza che rimanga traccia del presunto conflitto con l’Eurasia. Una tale manipolazione della realtà avviene attraverso la modifica o la distruzione di tracce del passato e di documenti storici, ciò che viene definito revisionismo. Data l’assenza di fonti attendibili e di prove, risulta quasi impossibile distinguere la verità dalla menzogna: «Tutto svaniva nella nebbia. Il passato veniva cancellato, la cancellazione dimenticata, e la menzogna diventava realtà».

### Nei reportage fotografici
Una immagine simbolo della seconda guerra del golfo è quella di un cormorano sporco di petrolio apparentemente fotografato al confine tra l'Arabia Saudita e il Kuwait. Dopo la diffusione dell'immagine, e il suo divenire icona del conflitto, gli ornitologi osservarono che in quel periodo nell'area non si trovavano cormorani di quella specie e quindi la foto o era stata scattata altrove, oppure risaliva al tempo della prima guerra del golfo, recuperata da un archivio fotografico per coprire una mancanza di immagini, divenendo la verità storico-politica di un altro luogo.

## Rapporto con l'etica della comunicazione
In una società mediatizzata - caratterizzata cioè da flussi ininterrotti di informazioni che si accavallano e spesso si contraddicono a vicenda - la possibilità, per ciascuno, di formarsi una chiara visione dei fatti servendosi solo di argomenti razionali, è in diminuzione. Cresce, invece, l'interesse per chi inventa e racconta storie: la post-verità sembra essere diventata la chiave per la conquista e per l'esercizio del potere, sia politico sia economico, con una grave ricaduta in termini di abbassamento di livello dell'etica dei media.
Nato in un ambito strettamente politico, il termine si diffonde anche in altri settori e rischia di contagiare la conoscenza di fenomeni sociali che vanno "oltre" la politica, come la questione dell’emigrazione, per esempio, o quella della comunicazione scientifica: «È per ragioni identitarie ( [...] ) il rifiuto di ogni sapere, filosofico, tecnico, scientifico, perché su quello si baserebbe il potere delle élite. E quindi la negazione di ogni “verità”, e non certo nel senso popperiano della sua falsificabilità: per cui tutto può andar bene, le scie chimiche, il finto allunaggio della NASA, i vaccini e l’autismo». 
L'effetto sulla pubblica credibilità del metodo sperimentale è dirompente: «Sembra che [...] i fatti accertati non esistano mai o che non esista metodo per accertarli. Ho l’impressione che si sia interrotta la cinghia di trasmissione tra fatti e cittadini, tra fatti e istituzioni, e questo è veramente pericoloso. Come può cambiare un paese che sembra sempre in bilico tra competenze e finzioni?».
Ne soffre il pensiero critico, processo mentale che, dall'analisi di dati, arriva alla valutazione di un fenomeno o di un fatto. Il giornale "Avvenire" usa, per questo fenomeno, l'espressione "immanentizzazione della verità".

## Utilizzo del termine nella vita politica

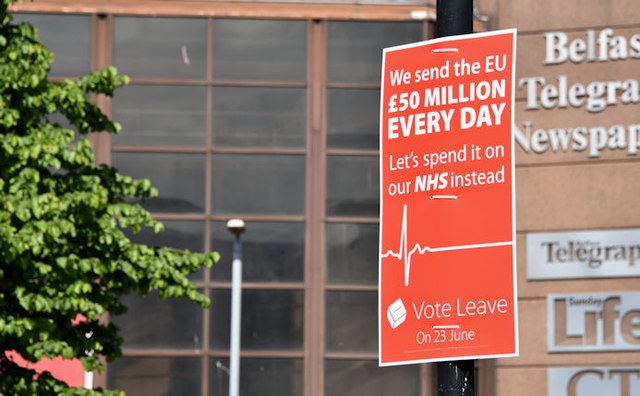
Un manifesto sulla Brexit, che riporta informazioni false sulle spese del Regno Unito all'interno dell'UE, esempio di politica post-fattuale..

In politica, “post-verità” descriverebbe opportunamente il tratto principale delle propagande, i cui sostenitori continuerebbero a ripetere il proprio punto di vista, nonostante quest'ultimo risulti essere falso, anche dopo le analisi condotte dai mass media o da esperti indipendenti. La tecnica riscuote interesse ed acquista efficacia soprattutto a ridosso di scadenze elettorali o referendarie, a ridosso cioè di momenti assai delicati, in termini di potenziale influenza sui comportamenti di voto, e nei quali dovrebbe essere massimo l'interesse a preservare anzi la libertà di determinazione dell'elettore. 
Il leader dell'UKIP Nigel Farage iniziò ad usare il dato "350 milioni" per cifrare il contributo britannico all'Unione europea, affermando che tali fondi sarebbero stati più proficuamente impiegati nel mantenimento del sistema sanitario nazionale (National Health Service). Questo dato, che ignorava tutti gli altri punti a favore o contrari al Remain, fu dichiarato come «potenzialmente fuorviante» dall'Istituto Nazionale di Statistica, e come «irragionevole» dall'Istituto per gli Studi Fiscali, oltre ad essere respinto dalle verifiche dei fatti, effettuate da importanti emittenti giornalistiche, come BBC News, News Channel 4 e Full Fact.
Tuttavia, i sostenitori del Leave continuarono ad usare il dato come elemento centrale della loro campagna, fino al giorno del referendum, a seguito del quale hanno minimizzato la promessa come un «esempio», sottolineando in primis che era stata sempre e solo suggerita come un possibile uso alternativo dei fondi netti inviati verso l'UE, e affermando in un secondo momento poi che la promessa di investire i fondi nell'NHS non era mai stata fatta. A seguito di ciò, la parlamentare Tory e sostenitrice del Leave Sarah Wollaston, che lasciò il gruppo in segno di protesta durante la campagna, criticò il tutto come una «politica post-verità».
Durante la campagna elettorale del 2016 in vista del referendum sulla permanenza del Regno Unito nell'Unione europea, ad esempio, i sostenitori del Leave affermavano insistentemente che l'appartenenza all'Unione costasse al paese 350 milioni di sterline a settimana, iniziando, verso le fasi finali della campagna, ad usare il dato come un reale ammontare netto di denaro inviato direttamente all'UE. All'esito della vicenda, Micheal Deacon, giornalista del The Daily Telegraph, ha riassunto il messaggio centrale delle politiche post-fattuali con la fraseː «I fatti sono negativi. I fatti sono pessimisti. I fatti sono antipatriottici». Inoltre, Deacon ha aggiunto che le politiche post-verità non hanno bisogno di usare la faziosità o strumenti di negative campaigning, dato che chi usa le politiche post-verità può invece spingere per presentare una «campagna positiva», grazie alla quale le confutazioni fattuali possono essere liquidate come diffamazioni e come allarmismo, e l'opposizione può essere definita faziosa.
Dopo le elezioni presidenziali statunitensi e dopo la vittoria della Brexit, la frequenza d'uso della parola nel 2016 è salita del 2000% rispetto al 2015. Nel 2017 il termine post-verità è stato invocato in seguito alla polemica sull'utilizzo del sintagma "fatti alternativi" utilizzato dalla portavoce presidenziale USA Kellyanne Conway.
Matteo Renzi - dopo la sconfitta al referendum costituzionale del 2016 - nel discorso del 5 dicembre 2016 in cui annunciava le sue dimissioni da presidente del Consiglio, rivolgendosi ai giornalisti, ha definito l'era corrente come quella «della post-verità».

### Germania
Nonostante già nel 1990 il significato del termine sia stato utilizzato in termini sociologici, nel dicembre 2016 "postfaktisch" viene eletta parola dell'anno dalla società di lingua tedesca, in collegamento all’ascesa del populismo di destra del 2015 nel territorio tedesco.

### India
Amulya Gopalakrishnan, articolista per il The Times of India, utilizzò il termine in merito alle somiglianze tra il presidente degli Stati Uniti Trump e la Brexit da un lato, e tra il caso dell'Ishrat Jaha e quello in corso contro Teesta Setalvad dall’altro, dove il revisionismo storico ha dato luogo ad un "vicolo cieco ideologico".

### Polonia
Un massiccio consolidamento del potere ha avuto luogo all'interno del parlamento polacco come risultato di un intenso e vasto cambio nelle modalità amministrative politiche. Con la promulgazione nel 2021 della legge conservatrice sui media, la Polonia sta incrementando ulteriormente il clima populista che, secondo alcuni oppositori, porterà il paese a divenire un luogo surreale ed insulare. Queste recenti riforme politiche potrebbero indirizzare le istituzioni polacche verso un clima di rabbia e diffidenza nei confronti dei media. In una recente controversia, le corti polacche hanno contribuito a un aumento esponenziale delle teorie di cospirazione ed altri meccanismi di post-verità, contribuendo a alimentare la diffusione della disinformazione all'interno del Paese.

### Regno Unito
Il primo uso di post-verità nella politica britannica risale a marzo 2012 da parte dello Scottish Labour, il quale con questo termine intendeva mettere in primo piano la differenza tra il presunto numero di richieste per l'istituzione di una festa nazionale per la Scozia e le statistiche ufficiali scozzesi. La politica di post-verità, tuttavia, è stata ritenuta da alcuni come risalente alla Guerra in Iraq, in particolare dopo che Tony Blair destò preoccupazione nell’esercito confermando il suo sostegno a favore della tesi statunitense del possesso di armi chimiche da parte dell'Iraq.

### Stati Uniti
Nella sua formulazione originale, il termine "post-truth" fu usato da Paul Krugman in The New York Times per descrivere la campagna presidenziale del 2012 di Mitt Romney, nella quale venivano gonfiate le statistiche su come Barack Obama avesse tagliato la spesa pubblica degli USA.

## Proposte di gestione del fenomeno
Il 15 dicembre 2016 Mark Zuckerberg, fondatore e amministratore delegato di Facebook, espone un progetto per arginare la diffusione di notizie false: link condivisi su Facebook potranno essere indicati dagli utenti come forse falsi, attraverso l'opzione segnala post che non dovrebbe essere su Facebook, perché notizia falsa. Segnalazioni ripetute saranno analizzate con il supporto di parti terze. Se la notizia sarà giudicata falsa, perderà visibilità e non potrà essere sponsorizzata. In questo modo si aggirerà la censura, ma gli utenti saranno almeno avvisati. La presidente della Camera Laura Boldrini ha anche lanciato un appello a chi desideri agire contro le notizie false, le bufale, la disinformazione.
In un'intervista al Financial Times, pubblicata il 30 dicembre 2016, il presidente dell'antitrust Giovanni Pitruzzella ha invitato i Paesi dell'Unione Europea a dotarsi di una rete di agenzie pubbliche per combattere la diffusione delle bufale sparse ad arte sul web. Pitruzzella ha spiegato che questo impegno dovrebbe riguardare gli Stati e non essere delegato a social media, come Facebook. Ha suggerito, cioè, la creazione di un nuovo network, composto da agenzie indipendenti, coordinate da Bruxelles e ricalcate sulle agenzie antitrust. Questo network avrebbe lo scopo di individuare le bufale, di imporne la cancellazione e perfino di sanzionare chi le ha create e ne ha organizzato la diffusione via Internet. Si tratterebbe, quindi, di un'entità terza rispetto ad ogni governo in grado di provvedere quando l'interesse pubblico è minacciato. «La post-verità - dichiara Pitruzzella - è uno dei motori del populismo, è una minaccia che grava sulle nostre democrazie. Siamo a un bivio: dobbiamo scegliere se vogliamo lasciare Internet così com'è, un Far West, oppure se imporre regole, in cui si tiene conto che la comunicazione è cambiata. Io ritengo che dobbiamo fissare queste regole e che spetti farlo al settore pubblico».